# Éric Schwab
Pour les articles homonymes, voir Schwab.
Éric Schwab, est un photographe, photojournaliste et correspondant de guerre français, né le 5 septembre 1910 à Hambourg et mort en 1977.
Il a notamment travaillé pour l'Agence France-Presse (AFP) et pour plusieurs organismes des Nations unies tels l'Organisation mondiale de la santé et l'Unesco.

## Biographie
Éric Schwab naît le 5 septembre 1910 à Hambourg. 
En 1939, ancien reporter, photographe de cinéma et de mode à Paris, il effectue son service militaire. 
Après la bataille de Dunkerque de juin 1940, il est emprisonné par les Allemands. Il s'échappe après quelques semaines et retourne à Paris. Frappé par les lois antisémites de Vichy, il ne peut plus exercer son métier de photographe. Il entre alors dans la clandestinité et rejoint la Résistance intérieure française.

Après la libération de Paris, il travaille pour l’Agence France-Presse en tant que correspondant à partir de septembre 1944. Accrédité auprès de l’armée américaine, il devient correspondant de guerre et suit la progression des troupes alliées à travers l’Allemagne de novembre 1944 à mai 1945.

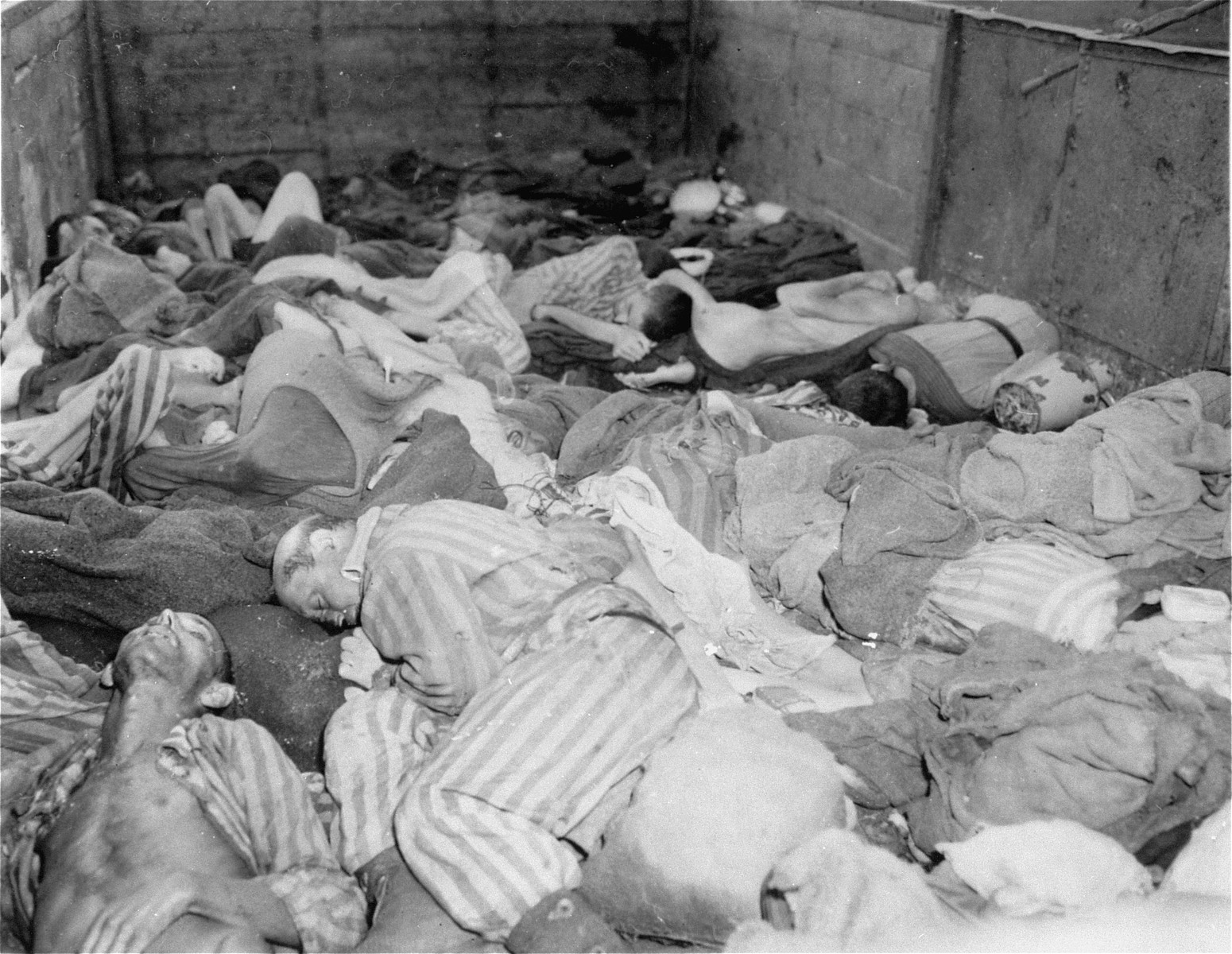
Train de la mort à Dachau. Photo d’Eric Schwab.

Ses premières photos connues sont celles prises dans les camps de concentration de Buchenwald et Dachau. Avec Meyer Levin, un journaliste de l’Agence télégraphique juive, « Ils ont été parmi les tout premiers à découvrir les morts-vivants en uniformes rayés, les cadavres empilés, l’odeur pestilentielle des charniers ».
Éric Schwab est à la recherche de sa mère Elsbeth qui vivait à Berlin quand elle a été déportée, et dont il est sans nouvelles depuis 1943. Il finit par la retrouver au camp de Theresienstadt. Elle a échappé à la mort et s’occupe des enfants survivants,.
De nombreuses photos de Schwab ont été présentées en juin 1945 dans le cadre de l’exposition Crimes hitlériens, au Grand Palais à Paris, et reproduites dans la presse du monde entier, mais rarement créditées à leur auteur comme c’était l’habitude à cette époque.
En 1946, Éric Schwab part s’installer à New York avec sa femme, une psychothérapeute française. En 1947, naît leur fille, Corinne. 
Passionné de jazz, il photographie les grands noms des clubs de Harlem pour Look, Life et Stern, et continue à collaborer avec l’AFP jusqu’au début des années cinquante.
Il travaille ensuite dans divers organismes des Nations unies, notamment à l’Organisation mondiale de la santé, l’UNESCO et le magazine allemand Stern.
Deux photographies d’Éric Schwab sont sélectionnées pour l’exposition photographique The Family of Man au Museum of Modern Art à New York en 1955.
Éric Schwab meurt en 1977 à l'âge de 67 ans. Sa fille Corinne, dite Coco Schwab, a été quarante-trois ans l'assistante personnelle et amie très proche du chanteur David Bowie.

## Publications
Liste non exhaustive
- (en) The Family of Man, catalogue de l’exposition, publié pour le Museum of Modern Art, New York, 1955.
- Allemagne, avril-mai 1945 : Buchenwald, Leipzig, Dachau, Itter, Catalogue publié à l'occasion de l’exposition 1945, Regards et écrits sur la guerre, organisée par le Centre historique des Archives nationales, en partenariat avec l'AFP, Paris, 2003.
- Agence France Presse, 1944-2004, photographies, Bibliothèque nationale de France, Paris, 2004.
- La photographie humaniste, 1945-1968. Autour d’Izis, Boubat, Brassaï, Doisneau, Ronis…,  Bibliothèque nationale de France, 2007.

## Expositions
Liste non exhaustive
- Crimes hitlériens, Grand Palais, Paris, 10 juin au 31 juillet 1945.
- The Family of Man, au Museum of Modern Art (MoMA) en 1955, puis au château de Clervaux, Luxembourg.
- Agence France Presse, 1944-2004, photographies, Bibliothèque nationale de France, site Richelieu, Paris, du 20 octobre 2004 au 13 février 2005.
- Les médias et la libération des camps de concentration. Musée de la Résistance nationale, Champigny-sur-Marne, 16 novembre au 15 mai 2005[10].

- La photographie humaniste, 1945-1968. Autour d’Izis, Boubat, Brassaï, Doisneau, Ronis…, organisée par la Bibliothèque nationale de France et présentée sur le site Richelieu, dans la Galerie de photographie, Paris, du 31 octobre 2006 au 28 janvier 2007.